# 东亚碘泡虫
东亚碘泡虫（学名：Myxobolus tonyaensis）为碘泡科碘泡虫属的动物。在中国，分布于湖北等，营寄生生活，寄生在吻虾虎的肾。